# Звоз (Белозерский район)
Звоз — деревня в Белозерском районе Вологодской области.
Входит в состав Гулинского сельского поселения, с точки зрения административно-территориального деления — в Гулинский сельсовет.
Расположена на берегу Азатского озера. Расстояние по автодороге до районного центра Белозерска составляет 42 км, до центра муниципального образования деревни Никоновская — 12 км. Ближайшие населённые пункты — Агашино, Данилово, Полынино, Прибой.
Население по данным переписи 2002 года — 8 человек.